# منجانته
منجانته Pado Mingante (1925 - 1978 م) هو مستشرق إيطالي.
عني خصوصاً بالتاريخ السياسي الحديث والمعاصر في البلاد العربية.